# غونار نيكسون
غونار نيكسون (بالإنجليزية: Gunnar Nixon)‏ هو منافس ألعاب قوى أمريكي، ولد في 13 يناير 1993 في ويذرفورد في الولايات المتحدة.

## وصلات خارجية
- غونار نيكسون على موقع الاتحاد الدولي لألعاب القوى (الإنجليزية)
- غونار نيكسون على موقع الاتحاد الأمريكي لسباقات المضمار والميدان (الإنجليزية)
- غونار نيكسون على موقع TFRRS.org (الإنجليزية)
- غونار نيكسون على موقع أوليمبيديا (الإنجليزية)